# Warszyn
Warszyn (Duits: Warsin) is een dorp in het Poolse woiwodschap West-Pommeren, in het district Stargardzki. De plaats maakt deel uit van de gemeente Dolice en telt 300 inwoners.